# طیف‌نگاری با تشدید مغناطیسی

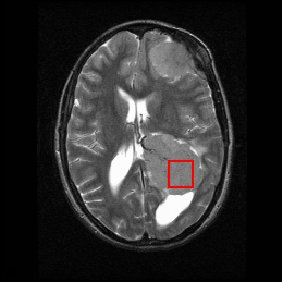

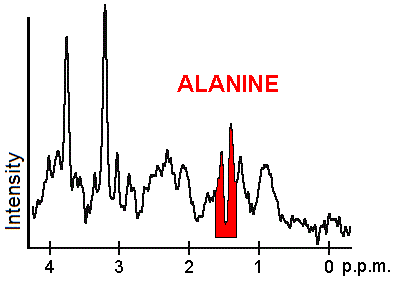

طیف‌نگاری با تشدید مغناطیسی (MR Spectroscopy) نام یک روش سنجش متابولیت بکمک تصویربرداری تشدید مغناطیسی است.
این تکنیک امروزه برای تصویرگیری از مغز کاربردهای فراوانی دارد. به ویژه از دنباله‌های پالسی PRESS و STEAM در این روش استفاده می‌گردد.